# گریگوری مارگاریان
گریگوری سریوژایی مارگاریان (ارمنی: Գրիգորի Սերյոժայի (Սերգեյի) Մարգարյան؛ زادهٔ ۷ آوریل ۱۹۶۴) یک سیاستمدار اهل ارمنستان است که از تاریخ ۲۰۱۲ تا تاریخ ۲۰۱۷ سمت نمایندگی دوره پنجم مجلس ملی جمهوری ارمنستان را برعهده داشت. 

## زندگی‌نامه
در ۷ آوریل ۱۹۶۴ در ایروان به دنیا آمد و از دانشگاه دولتی ایروان فارغ‌التحصیل شد. 